# Callianopsis
Callianopsis is een geslacht van kreeftachtigen uit de klasse van de Malacostraca (hogere kreeftachtigen).

## Soorten
- Callianopsis anovalis Lin, Komai & Chan, 2007
- Callianopsis caecigena (Alcock & Anderson, 1894)
- Callianopsis goniophthalma (Rathbun, 1902)